# Peribaea tibialis
Peribaea tibialis là một loài ruồi trong họ Tachinidae.